# Heather Donahue
Rei Hance, conosciuta col nome di battesimo di Heather Donahue (Upper Darby, 22 dicembre 1974), è un'attrice, scrittrice e imprenditrice statunitense.

## Biografia
È nata ad Upper Darby, Pennsylvania, da Joan e James Donahue, rispettivamente direttrice d'ufficio e tipografo. Dopo aver imparato a leggere precocemente rispetto agli altri bambini, ha recitato in diversi musical e recite organizzate dalla scuola elementare. Successivamente, ha frequentato la scuola superiore Upper Darby, ove si è diplomata nel 1991, e il Programma di Conservatorio della University of the Arts di Filadelfia, laureandosi nel 1995. Durante il periodo del liceo, inoltre, ha frequentato dei corsi di recitazione alla Lawrence Street Theater School. Appena laureata, ha iniziato a lavorare nel teatro regionale di Philadelphia insieme a una compagnia di attori conosciuta come Collision Theory, con il quale ha realizzato dei documentari molto simili allo stile di quelli del film The Blair Witch Project - Il mistero della strega di Blair.

## Carriera
Nel 1997 è stata scelta, insieme ad altri due attori esordienti, per recitare come protagonista nel film horror The Blair Witch Project - Il mistero della strega di Blair. Tuttavia, la reazione al film da parte del pubblico le ha causato non pochi problemi, tra i quali un incidente stradale nel quale alcune persone hanno fatto uscire la sua auto fuori strada. Successivamente ha recitato nella miniserie televisiva Taken, storia di rapimenti alieni prodotta da Steven Spielberg. L'attrice, inoltre, ha partecipato ad alcuni spot televisivi per la catena di ristoranti Steak 'n Shake, e ha recitato nel ruolo di protagonista nel film horror The Morgue.
Ha cambiato il suo nome in Rei Hance nel 2020, dopo essersi convertita al buddhismo zen.

## Filmografia

### Cinema
- The Blair Witch Project - Il mistero della strega di Blair (The Blair Witch Project), regia di Daniel Myrick ed Eduardo Sánchez (1999)
- Boys and Girls - Attenzione: il sesso cambia tutto (Boys and Girls), regia di Robert Iscove (2000)

### Televisione
- Oltre i limiti (The Outer Limits) – serie TV, episodio 7x04 (2001)
- The Big Time, regia di Paris Barclay – film TV (2002)
- Taken – miniserie TV, 5 episodi (2002)
- Senza traccia (Without a Trace) – serie TV, episodio 1x14 (2003)
- C'è sempre il sole a Philadelphia (It's Always Sunny in Philadelphia) – serie TV, episodio 1x02 (2005)